# Psittaculirostris
Psittaculirostris es un género de aves psitaciformes de la familia Psittaculidae. Agrupa a tres especies originarias de las selvas de Nueva Guinea.

## Especies
Según un orden filogenético de la lista del Congreso Ornitológico Internacional:
- Psittaculirostris desmarestii (Desmarest, 1826)
- Psittaculirostris edwardsii (Oustalet, 1885)
- Psittaculirostris salvadorii (Oustalet, 1880)